# Bobby Bare
Robert Joseph "Bobby" Bare, Sr. (7 de abril de 1935) es un cantautor de música country estadounidense, más conocido por las canciones "Detroit City" y "500 Miles Away from Home". Es el padre de Bobby Bare, Jr., también un reconocido músico.

## Discografía

### Álbumes
| Año  | Álbum                                                                      | Listas          | Listas    | Listas      | Sello           |
| Año  | Álbum                                                                      | EE. UU. Country | Billboard | CAN Country | Sello           |
| ---- | -------------------------------------------------------------------------- | --------------- | --------- | ----------- | --------------- |
| 1963 | "Detroit City" And Other Hits                                              | 9               | 119       | —           | RCA Victor      |
| 1963 | 500 Miles Away from Home                                                   | 9               | 133       | —           | RCA Victor      |
| 1964 | The Travelin' Bare                                                         | 14              | —         | —           | RCA Victor      |
| 1965 | Tunes for Two (con Skeeter Davis)                                          | 8               | —         | —           | RCA Victor      |
| 1965 | Constant Sorrow                                                            | —               | —         | —           | RCA Victor      |
| 1966 | The Best of Bobby Bare                                                     | —               | —         | —           | RCA Victor      |
| 1966 | Talk Me Some Sense                                                         | 6               | —         | —           | RCA Victor      |
| 1966 | The Streets of Baltimore                                                   | 7               | —         | —           | RCA Victor      |
| 1966 | This I Believe                                                             | 17              | —         | —           | RCA Victor      |
| 1967 | The Game of Triangles (con Norma Jean & Liz Anderson)                      | 16              | —         | —           | RCA Victor      |
| 1967 | A Bird Named Yesterday                                                     | 20              | —         | —           | RCA Victor      |
| 1967 | The English Country Side (con The Hillsliders)                             | 29              | —         | —           | RCA Victor      |
| 1968 | The Best of Bobby Bare - Volume 2                                          | 33              | —         | —           | RCA Victor      |
| 1969 | (Margie's At) The Lincoln Park Inn (And Other Controversial Country Songs) | 39              | —         | —           | RCA Victor      |
| 1970 | Your Husband My Wife (con Skeeter Davis)                                   | —               | —         | —           | RCA Victor      |
| 1970 | Real Thing                                                                 | —               | —         | —           | RCA Victor      |
| 1970 | This Is Bare Country                                                       | 37              | —         | —           | Mercury         |
| 1971 | Where Have All the Seasons Gone                                            | 44              | —         | —           | Mercury         |
| 1971 | I Need Some Good News Bad                                                  | —               | —         | —           | Mercury         |
| 1972 | What Am I Gonna Do?                                                        | 19              | —         | —           | Mercury         |
| 1972 | High and Dry                                                               | —               | —         | —           | Mercury         |
| 1973 | I Hate Goodbyes / Ride Me Down Easy                                        | 31              | —         | —           | RCA Victor      |
| 1973 | Bobby Bare Sings Lullabys, Legends and Lies                                | 5               | —         | —           | RCA Victor      |
| 1974 | Singin' in the Kitchen (Bobby Bare and Family)                             | 27              | —         | —           | RCA Victor      |
| 1975 | Hard Time Hungrys                                                          | 33              | —         | —           | RCA Victor      |
| 1975 | Cowboys and Daddys                                                         | 21              | —         | —           | RCA Victor      |
| 1976 | The Winner and Other Losers                                                | 18              | 205       | —           | RCA Victor      |
| 1977 | Me and McDill                                                              | 27              | —         | —           | RCA Victor      |
| 1978 | Bare                                                                       | 44              | —         | —           | Columbia        |
| 1978 | Sleep Wherever I Fall                                                      | —               | —         | —           | Columbia        |
| 1980 | Down & Dirty                                                               | 21              | —         | 4           | Columbia        |
| 1980 | Drunk & Crazy                                                              | 47              | —         | 17          | Columbia        |
| 1981 | As Is                                                                      | 43              | 204       | —           | Columbia        |
| 1982 | Ain't Got Nothin' to Lose                                                  | 29              | —         | —           | Columbia        |
| 1983 | Drinkin' from the Bottle                                                   | —               | —         | —           | Columbia        |
| 1998 | Old Dogs (con Waylon Jennings, Jerry Reed, & Mel Tillis)                   | 61              | —         | —           | Warner Bros     |
| 2005 | The Moon Was Blue                                                          | —               | —         | —           | Dualtone        |
| 2012 | Darker Than Light                                                          | —               | —         | —           | Plowboy Records |